# Cyclodictyon submarginatum
Cyclodictyon submarginatum là một loài rêu trong họ Pilotrichaceae. Loài này được (Ångström) Kuntze mô tả khoa học đầu tiên năm 1891.